# هندریک زاک
هندریک زاک (انگلیسی: Hendrick Zuck؛ زادهٔ ۲۱ ژوئیهٔ ۱۹۹۰) بازیکن فوتبال اهل آلمان است.
از باشگاه‌هایی که در آن بازی کرده‌است می‌توان به باشگاه فوتبال فرایبورگ، باشگاه فوتبال آینتراخت برانشوایگ، و باشگاه فوتبال کایزرسلاوترن اشاره کرد.